# 朝倉健太
朝倉 健太（あさくら けんた、1981年6月11日 - ）は、岐阜県岐阜市出身の元プロ野球選手（投手、右投右打）。

## 経歴

### プロ入り前
岐阜市立徹明小学校の1年生から軟式野球を始めた。岐阜大学教育学部附属中学校を経て東邦高等学校に進学した。また中学時代は岐阜羽島リトルシニア（現：岐阜リトルシニア）に所属し、エース投手および四番打者として活躍した。
東邦高校では1年生だった1997年秋から主戦格として活躍、3年生だった1999年には春・夏の甲子園大会に投手兼一塁手として連続出場。共に初戦敗退（春は平安高校相手に完投で敗戦、夏は滝川第二高校相手に救援登板するもサヨナラ負け）だったが、夏の大会では後にチームメイトとなる福沢卓宏と投げ合い、大会最速となる球速149 km/hを記録し、ドラフト上位候補として注目を浴びる。同年11月19日に開催されたNPBドラフト会議では河内貴哉（広島東洋カープ）の外れ1位として、地元球団である中日ドラゴンズから1位指名を受け、入団した。当初は中日と西武ライオンズが朝倉を高く評価していたが、西武が10月13日に朝倉の1位指名を約束したところ、中日は左投手の指名を優先しようという意向から、10月20日には東邦高校野球部監督の阪口慶三に指名回避を伝えていた。一方の西武もドラフト会議直前になって朝倉を指名候補リストから外したが、最終的には河内の外れ1位として中日に指名された。契約金は8000万円＋出来高払い4000万円、年俸は840万円。当時、中日では東邦高校出身選手（山田喜久夫、山田和利、水谷啓昭ら）を含む地元・愛知県出身の選手が大成できないというジンクスの存在が囁かれていたが、監督の星野仙一からはそのジンクスの払拭を期待されていた。

### プロ入り後
プロ入り当初はコントロールに難があった。ルーキーイヤーの2000年は、9試合に登板するも防御率14.02と不振だった。
翌2001年は1勝も挙げられることが出来ず5敗を喫した。
2002年、フォームを改造、踏み込む足（左足）をすり足ぎみに出すことにより制球が安定。そのまま先発ローテーションに定着し、プロ初勝利を含めて11勝11敗の成績を残す。
2003年は3月29日の読売ジャイアンツ戦（東京ドーム）でシーズン初登板したが、阿部慎之助に満塁本塁打を打たれるなど5回7失点と打ち込まれた。4月4日の横浜ベイスターズ戦（ナゴヤドーム）では、投げては完投勝利、打っては3回裏にプロ初本塁打と投打に活躍した。だが、その後は3試合連続でノックアウトされるなど結果を残せず、5月に二軍に降格。その後は二軍の試合で登板していたが、5月末に右肘を剥離骨折していることがわかった。最終的に6試合の登板に終わり、1勝4敗、防御率7.89と大きく成績を落とした。オフに年俸3200万円（700万円減）で契約更改。
2004年、背番号を41から18に変更し復活を期して臨む。開幕直前に右肩痛を起こしたが、5月26日のヤクルトスワローズ戦（明治神宮野球場）で復活勝利を果たす。しかし、先発ローテーションに食い込むには至らなかった。日本シリーズのメンバーには入り、先発ではなかったが登板も果たしている。
2005年は、主に先発を任され、一軍と二軍を往復する不安定さは相変わらずであったものの、中盤から後半にかけては好投を見せた。個人批判を滅多にしない落合博満監督も、この頃の朝倉に対しては厳しく言及することが多かった。
2006年、2月に行われたWBC壮行試合では12球団選抜に選ばれ、WBC出場組のイチローを内野ゴロに打ち取った。開幕時は石井裕也と共にロングリリーフでの起用となったものの、5月に先発で起用されてから好投し、勝利を重ねる。ピンチを招いても新球シュートを駆使し内野ゴロ併殺で切り抜ける場面がよく見られ、同時に制球面も改善された。7月4日の読売ジャイアンツ戦では2002年以来4年ぶりの完封勝利を記録、監督推薦でオールスターゲームにも出場した。8月16日には2002年以来4年ぶり、自身2度目となる2桁勝利を達成。その後も勝利数を伸ばし、10月8日の対横浜ベイスターズ戦において自己新記録となる12勝目、14日には得意のヤクルト戦で13勝目を挙げる。落合も「朝倉は去年までとは全然違う」と語るなど、ようやく首脳陣の信頼を得て、ローテーション投手として飛躍を遂げた1年となった。日本シリーズでは第3戦に先発し、初回の立ち上がりに失点したものの2回以降立ち直り、終盤まで追加点を許さない好投を見せるが打線の援護なく敗戦投手となった。
2007年は、開幕から先発として起用される。前半は制球難で低迷したが、夏場に入って調子を上げ、7月と8月は7勝1敗の好成績。特に8月は4勝0敗、防御率1.10で自身初の月間MVPに輝いた。しかし、9月に入っての優勝争いの中で再び調子を落とし、12勝目以降は防御率8.38と打ち込まれる。特に9月26日の巨人との直接対決では、4点のリードを守れず脇谷亮太に逆転本塁打を浴びて敗戦投手となり、チームのセ・リーグ連覇を遠ざけてしまった。9月7日のヤクルト戦（ナゴヤドーム）で12勝目を挙げた時点で防御率2.72と最優秀防御率が狙える位置にいたが、最終的には3.36まで数字を落としてしまった。それでも自身初となる2年連続2桁勝利を挙げた。なお、被本塁打9は規定投球回数以上を投げたセ・リーグ投手の中では最も少ない（セ・パ両リーグでも2位タイ）。 また、ナゴヤドームでは防御率2.11、6勝1敗と大活躍した一方、地方球場を除いたビジターでは2勝6敗、防御率5.12と内弁慶ぶりを発揮している。クライマックスシリーズ第2ステージ第1戦に先発が予定されていたが10月9日、練習後車で帰宅中に交差点でバイクとの人身事故を起こしてしまう。この結果先発回避、山井大介の肩痛などもあり、第1戦には第1ステージにリリーフ登板していた小笠原孝が急遽先発。チームは3連勝、日本シリーズ進出を決めたものの朝倉自身は厳重注意処分を受けた。10月30日の日本シリーズ第3戦では、先発投手として被安打9ながら7回1失点と日本ハム打線を抑えて見事日本シリーズ初勝利を挙げ、中日ドラゴンズ53年ぶりの日本一に大きく貢献。アジアシリーズでは第2戦に登板し、6回2失点の好投で中日の初勝利を飾り、チームもアジア一に輝いた。
2008年、開幕から先発として起用されるが、5月30日、不調により登録抹消。6月22日に1軍復帰し、7月3日の阪神戦で5回1失点と好投するが、同月6日に再び戦線離脱。右腕の血行障害であることが判明した。その後リハビリを経てフェニックスリーグで実戦に復帰、好投によりクライマックスシリーズ第2ステージ第2戦の先発に抜擢されるが、小笠原道大の2打席連続本塁打などで2回6失点とKOされ、チームも敗れた。第3戦では12回裏に登板し1回無失点でシーズンを終えている。
2009年、開幕から先発として主に小山桂司とのコンビで戦列に復帰する。後半で調子を落としたため9月18日に登録抹消されたが、再登録後となる9月29日の巨人戦（ナゴヤドーム）では、投げては6回1失点の好投、打っては2点適時二塁打を放つ活躍で、シーズン10勝目を挙げた。防御率は4.04（規定投球回到達者の中で最下位）で完投も0だったが、選手生命を危ぶまれた血行障害を克服し、2年ぶりとなる規定投球回数到達と2桁勝利を達成した。
2010年、開幕は出遅れるも、得意とするヤクルト戦を中心に3勝を挙げるが、負け数は倍の6敗に終わり、8月以降は出番がなかった。オフには優勝旅行への同行を許可されるも成績不振から自ら辞退する。
2011年、開幕一軍入りし、本拠地開幕戦である4月15日の阪神戦（ナゴヤドーム）で先発するも、4回5失点でKO降板して即登録抹消。7月9日の横浜戦（ナゴヤドーム）で復帰するが、ここでも4回途中3失点でKOされてしまい、7イニング7失点2本塁打という成績となり、2001年以来となる無勝利に終わった。後に怪我が判明し8月に右肘を手術、リハビリに専念した。
2012年、開幕は二軍スタート。5月末に一軍昇格し、主に敗戦処理要員としてリリーフを務めていたが、最終的には16試合の登板で防御率7.59と結果を残すことが出来なかった。6月11日に国内FA権を取得した。
2013年、昨年に続き開幕は二軍スタート。5月6日に一軍登録され、5月12日広島東洋カープ戦にて2年ぶりの先発を果たすも、4回5失点（自責点4）とノックアウトされる。その後、先発1試合、救援1試合に登板するも結果を残せず、5月21日に2軍落ちし、そのままシーズン終了となる。シーズンオフの契約更改では、推定年俸1800万円（2700万円減）で契約更改した。
2014年、4月25日のヤクルト戦（明治神宮野球場）でシーズン初先発し、6回2失点で1403日振りに勝利投手となった。同年は4勝6敗の成績を残したことが評価されて契約更改では年俸を700万円上積みした。
2015年、開幕を一軍で迎えたが、救援で3試合に登板した後に、この年限りで現役を退くことを表明した。9月16日には、ナゴヤ球場内の施設で引退記者会見を開催。引退を決断した理由として、数年前から自分の思うようなボールを投げられなくなったことを挙げた。また、「相手の打者に打たれても、今までと違って、悔しさを感じられなくなった。『こんな気持ちで野球をやったらダメ』だと思った」「自分だけで決められる話ではないが、『今後も野球に関わっていきたい』という願望は強い」という心情を吐露した。9月20日に一軍へ復帰すると、同日の対巨人戦（ナゴヤドーム）の8回表1死1塁から、「打者1人限定」という条件で引退登板。前年までの同僚であった代打・堂上剛裕への1球目に、138km/hの直球で捕手へのファウルフライに打ち取った。11月30日付で、日本野球機構（NPB）から任意引退選手として公示された。

### 引退後
2015年11月28日に、中日の球団職員として、チーム統括本部編成部に配属されたことを発表。正式発表前の同月10日に12球団合同トライアウト（草薙球場）を視察するなど、同年中は編成部員としての活動に専念していた。
さらに、中日球団では2016年1月16日に、朝倉を二軍投手コーチとして契約した。この日までに腰のヘルニアを除去する手術を受けた一軍投手コーチ・近藤真市の長期休養に伴って、二軍投手コーチの大塚晶文が暫定的に一軍投手陣を指導することによる措置で、背番号は97。球団では近藤のコーチ登録を継続したことから、朝倉は編成部員と二軍投手コーチを兼務する。近藤が現場へ復帰した同年2月以降も、編成部員との兼務を続けながら、大塚と共に二軍投手陣の指導に当たり、翌2017年も高山郁夫、小笠原孝と3人で二軍投手陣の指導をしていたが、9月1日一軍の投手のコーチ陣の配置転換に伴い最終戦まで二軍投手コーチの登録のまま一軍へ同行することが決まり、3日後の9月4日投手陣低迷の責任を取らされる形でコーチ登録から外れ兼任していた編成部（国際渉外担当）へ専任することになった投手コーチの友利結に代わり一軍投手コーチへ配置転換された。
2018年も一軍投手コーチを務めたが、チーム防御率4.36はリーグワーストを記録し10月18日に来季の契約を結ばない事が発表された。
2019年から中日球団編成部のプロスカウト・ウエスタン担当として活動している。

## 選手としての特徴
地方球場に強く、2009年までの58勝のうち11勝を地方球場で挙げている。また、出身地の岐阜の長良川球場、父方の祖父母が住む福井の福井県営球場でも勝利を挙げている。

## 詳細情報

### 年度別投手成績
| 年 度     | 球 団     | 登 板 | 先 発 | 完 投 | 完 封 | 無 四 球 | 勝 利 | 敗 戦 | セ 丨 ブ | ホ 丨 ル ド | 勝 率 | 打 者 | 投 球 回 | 被 安 打 | 被 本 塁 打 | 与 四 球 | 敬 遠 | 与 死 球 | 奪 三 振 | 暴 投 | ボ 丨 ク | 失 点 | 自 責 点 | 防 御 率 | W H I P |
| --------- | --------- | ----- | ----- | ----- | ----- | -------- | ----- | ----- | -------- | ----------- | ----- | ----- | -------- | -------- | ----------- | -------- | ----- | -------- | -------- | ----- | -------- | ----- | -------- | -------- | ------- |
| 2000      | 中日      | 9     | 1     | 0     | 0     | 0        | 0     | 1     | 0        | --          | .000  | 95    | 17.1     | 36       | 5           | 7        | 0     | 2        | 9        | 1     | 0        | 32    | 27       | 14.02    | 2.48    |
| 2001      | 中日      | 15    | 9     | 0     | 0     | 0        | 0     | 5     | 0        | --          | .000  | 236   | 49.2     | 60       | 4           | 34       | 1     | 1        | 31       | 4     | 1        | 33    | 30       | 5.44     | 1.89    |
| 2002      | 中日      | 31    | 30    | 7     | 1     | 0        | 11    | 11    | 0        | --          | .500  | 843   | 200.1    | 193      | 10          | 63       | 7     | 4        | 149      | 7     | 1        | 71    | 58       | 2.61     | 1.28    |
| 2003      | 中日      | 6     | 6     | 1     | 0     | 0        | 1     | 4     | 0        | --          | .200  | 153   | 29.2     | 48       | 5           | 16       | 1     | 0        | 23       | 0     | 1        | 31    | 26       | 7.89     | 2.16    |
| 2004      | 中日      | 14    | 10    | 0     | 0     | 0        | 3     | 3     | 0        | --          | .500  | 238   | 53.0     | 64       | 7           | 21       | 0     | 2        | 38       | 7     | 0        | 27    | 24       | 4.08     | 1.60    |
| 2005      | 中日      | 16    | 16    | 2     | 0     | 0        | 5     | 7     | 0        | 0           | .417  | 439   | 98.1     | 123      | 4           | 40       | 1     | 2        | 65       | 4     | 0        | 49    | 43       | 3.94     | 1.66    |
| 2006      | 中日      | 25    | 21    | 2     | 1     | 0        | 13    | 6     | 0        | 0           | .684  | 636   | 154.2    | 155      | 12          | 33       | 2     | 3        | 107      | 6     | 0        | 51    | 48       | 2.79     | 1.22    |
| 2007      | 中日      | 29    | 26    | 3     | 0     | 0        | 12    | 7     | 0        | 0           | .632  | 717   | 171.2    | 173      | 9           | 50       | 4     | 4        | 105      | 5     | 0        | 67    | 64       | 3.36     | 1.30    |
| 2008      | 中日      | 12    | 9     | 1     | 0     | 0        | 3     | 4     | 0        | 2           | .429  | 255   | 56.1     | 67       | 5           | 20       | 0     | 1        | 30       | 2     | 0        | 27    | 21       | 3.36     | 1.54    |
| 2009      | 中日      | 24    | 24    | 0     | 0     | 0        | 10    | 8     | 0        | 0           | .556  | 655   | 151.1    | 159      | 14          | 45       | 2     | 9        | 83       | 7     | 0        | 78    | 68       | 4.04     | 1.35    |
| 2010      | 中日      | 9     | 9     | 0     | 0     | 0        | 3     | 6     | 0        | 0           | .333  | 195   | 41.1     | 56       | 8           | 13       | 0     | 2        | 31       | 0     | 0        | 29    | 26       | 5.66     | 1.67    |
| 2011      | 中日      | 2     | 2     | 0     | 0     | 0        | 0     | 1     | 0        | 0           | .000  | 34    | 7.0      | 10       | 2           | 4        | 0     | 0        | 4        | 0     | 0        | 8     | 7        | 9.00     | 2.00    |
| 2012      | 中日      | 16    | 0     | 0     | 0     | 0        | 0     | 0     | 0        | 0           | ----  | 93    | 21.1     | 26       | 3           | 6        | 0     | 1        | 13       | 2     | 0        | 18    | 18       | 7.59     | 1.50    |
| 2013      | 中日      | 3     | 2     | 0     | 0     | 0        | 0     | 1     | 0        | 0           | .000  | 44    | 8.1      | 15       | 1           | 5        | 0     | 0        | 6        | 1     | 0        | 10    | 9        | 9.72     | 2.40    |
| 2014      | 中日      | 21    | 13    | 0     | 0     | 0        | 4     | 6     | 1        | 0           | .400  | 328   | 75       | 72       | 10          | 31       | 0     | 4        | 44       | 2     | 0        | 47    | 45       | 5.40     | 1.37    |
| 2015      | 中日      | 4     | 0     | 0     | 0     | 0        | 0     | 0     | 0        | 0           | .000  | 23    | 4.1      | 8        | 1           | 2        | 0     | 0        | 1        | 0     | 0        | 7     | 7        | 14.54    | 2.31    |
| NPB：16年 | NPB：16年 | 236   | 178   | 16    | 2     | 0        | 65    | 70    | 1        | 2           | .481  | 4984  | 1139.2   | 1265     | 100         | 390      | 18    | 35       | 739      | 48    | 3        | 585   | 521      | 4.11     | 1.45    |

### 表彰
- 月間MVP：1回（投手部門：2007年8月）
- 出身地別東西対抗戦優秀選手：1回（2002年）

### 記録
初記録
投手記録
- 初登板：2000年8月10日、対広島東洋カープ19回戦（ナゴヤドーム）、4回表に2番手として救援登板、2回無失点
- 初奪三振：2000年8月15日、対ヤクルトスワローズ18回戦（ナゴヤドーム）、6回表に高橋智から
- 初先発登板：2000年9月20日、対横浜ベイスターズ25回戦（横浜スタジアム）、4回1/3を5失点で敗戦投手
- 初勝利・初先発勝利：2002年4月6日、対広島東洋カープ2回戦（広島市民球場）、7回4失点
- 初完投勝利：2002年5月4日、対ヤクルトスワローズ6回戦（明治神宮野球場）、9回4被安打5奪三振2失点
- 初完封勝利：2002年7月16日、対ヤクルトスワローズ14回戦（明治神宮野球場）、3被安打4奪三振
- 初ホールド：2008年5月17日、対横浜ベイスターズ7回戦（ナゴヤドーム）、7回表に2番手として救援登板、1回1/3を2失点
- 初セーブ：2014年7月22日、対横浜DeNAベイスターズ12回戦（横浜スタジアム）、7回裏に3番手として救援登板、3回無失点

打撃記録
- 初安打：2001年8月31日、対横浜ベイスターズ21回戦（ナゴヤドーム）、3回裏に小宮山悟から左前安打
- 初打点：2002年9月7日、対ヤクルトスワローズ23回戦（明治神宮野球場）、2回表に鎌田祐哉から中堅へ適時二塁打
- 初本塁打：2003年4月4日、対横浜ベイスターズ1回戦（ナゴヤドーム）、3回裏に吉見祐治から左中間越2ラン[7][8]

節目の記録
- 1000投球回数：2010年5月9日、対東京ヤクルトスワローズ9回戦（ナゴヤドーム）、1回表1死目に青木宣親を遊撃ゴロで達成 ※史上319人目

その他の記録
- オールスターゲーム出場：1回（2006年）

### 背番号
- 41（2000年 - 2003年）
- 18（2004年 - 2005年）
- 14（2006年 - 2015年）
- 97（2016年 - 2017年）
- 81（2018年）

### 登場曲
- 『サンキュー!!』HOME MADE 家族（ - 2010年）
- 『何かひとつ feat.JAY'ED & 若旦那』JAMOSA（2011年 - 2013年）
- 『ONE』AK-69（2014年 - 2015年）